# Wełyka Komyszuwacha
Wełyka Komyszuwacha (ukr. Велика Комишуваха) – wieś na Ukrainie, w obwodzie charkowskim, w rejonie iziumskim. W 2020 liczyła 561 mieszkańców.